# Лобай, Данило
Данило Лобай (англ. Danylo Lobay, 30 декабря 1890, Ульвивок, ныне Львовская область — 27 декабря 1966, Торонто, провинция Онтарио, Канада) — украинско-канадский публицист, редактор, общественно-политический деятель левого толка.

## Биография
Родился 30 декабря 1890 года в селе Ульвивок Сокальского повета. В юношеские годы был членом обществ «Просвіта» и «Січ» в родном селе. В 1913 году эмигрировал в Канаду, поселился в Виннипеге и присоединился к сильному тогда в среде украинской диаспоры социал-демократическому рабочему движению. В 1914—1918 — соредактор газеты «Робочий народ», 1919—1935 — главный редактор газеты «Українські робітничі вісті».
С ликвидацией властями украинской социал-демократической партии в Канаде выступил в 1918 году соучредителем «Украинского рабочего дома», преобразованного в Общество «Украинский рабоче-фермерский дом» (ТУРФДім). Был организатором Рабоче-фермерского образовательного общества, реорганизованного в Украинскую рабочую организацию. Вступил в Рабочую (с 1924 года — Коммунистическую) партию Канады.
С 1933 года, когда у него уже не оставалось сомнений в правдивости вестей о массовом голоде на территории Советской Украины, на партийных собраниях высказывал опасения насчёт событий в УССР: голода, массовых репрессий, исчезновения вернувшихся в СССР бывших членов Украинского рабоче-фермерского дома Мирослава Ирчана и Ивана Сембая, ареста прожившего в Канаде 5 лет украинского писателя Ивана Сирчана. Начал выступать с критикой сталинского курса и предложил членам центральных комитетов рабочих организаций выступить с протестом против политики террора.
Не получив за 1934—1935 годы ни поддержки, ни убедительных разъяснений партийного руководства, Лобай вместе с группой других канадских коммунистов вышел из КПК. К этому моменту вместе со своим коллегой И.Зелезом (И.Юзетей) опубликовал вызвавшую большой резонанс брошюру «За действительное выяснение положения в Советской Украине» (1935) и разослал её читателям «Українських робітничих вістей». Большинство потребовали исключения авторов из ТУРФДома, однако несколько его членов (Т.Кобзей, С.Хвалибога, Т.Пилипас, М.Смит-Семанцив, М.Кащак, И.Пастух, Т.Кульчицкий, О.Хомицкий, М.Гандзюк) солидаризовались с позицией Лобая; за их группой закрепилось клеймо «лобаевщины» (в последующем других украинских канадских коммунистов-критиков СССР также могли называть «лобаистами» или «лобаевцами»).
Покинув ТУРФдом, «лобаевцы» оформились в Союз украинских организаций (League of Ukrainian Organizations), затем переименованный в Украинскую рабочую организацию. Поскольку Тим Бак и его сторонники сталинистской ориентации, взявшие к концу 1920-х верх в компартии Канады, отличались нетерпимостью как к антисталинским «уклонам» («левому» и «правому»), так и к «национальным» группам в партии, это способствовало сближению последних с оппозиционными коммунистами. Группа Лобая прилегала к организации исключенных из компартии «троцкиста» Мориса Спектора и «бухаринца» Джека Макдональда. В конечном итоге Украинская рабочая организация присоединилась к Конгрессу украинцев Канады (КУК).
Лобай редактировал еженедельник «Правда» (1936—1938, Виннипег), затем «Вперед» (1938—1940, Торонто). В 1940—1966 — президент Украинского рабочего союза, член президиума КУК. Параллельно в 1948—1965 — соредактор издания «Украинский голос» («Український голос»). Принимал активное участие в работе Украинского народного дома в Виннипеге. На собственные сбережения основал фонд, который передал в распоряжение Украинской свободной академии наук (УВАН). Отдельным изданием вышла его «Непобедимая Украина» («Непереможна Україна»; 1950, Виннипег). Последние годы провёл в Доме Ивана Франко в Канаде, где и умер.